# Myxobolus achmerovi
Myxobolus achmerovi is een microscopische parasiet uit de familie Myxobolidae. Myxobolus achmerovi werd in 1966 beschreven door Shulman. 